# Stasimopus steynburgensis
Stasimopus steynburgensis är en spindelart som beskrevs av Hewitt 1915. Stasimopus steynburgensis ingår i släktet Stasimopus och familjen Ctenizidae. Inga underarter finns listade i Catalogue of Life.